# Lorenzo Hierrezuelo
Lorenzo Hierrezuelo, all'anagrafe Lorenzo Hierrezuelo la O (El Caney, 5 settembre 1907 – L'Avana, 16 novembre 1993), è stato un compositore, cantante e chitarrista cubano.

## Biografia
Figlio e nipote di soneros - il padre suonava il tres e cantava i sones con la madre sin dalla fine del XIX secolo - Lorenzo crebbe in un ambiente immerso nelle sonorità della musica popolare cubana, ambiente che influenzò anche il fratello Reinaldo, che diventò poi famoso con lo pseudonimo di Rey Caney, e la sorella Caridad, futura cantante di guaracha.
Egli iniziò a cantare e suonare la chitarra in pubblico già dall'età di dieci anni e a soli tredici anni partì, insieme a due suoi amici musicisti, per Santiago di Cuba in cerca di fortuna. Li cantavano e suonavano in piccoli locali, nei caffè o in case di abitazione in occasione di feste private.
Nel 1930 si trasferisce a L'Avana e suona prima con il Trio Lirico Cubano e poi con il Cuarteto Hatuey. Farà anche parte del gruppo popolare menestrello Justa Garcia, come seconda voce e chitarra ritmica.
La grande svolta avviene nel 1937, anno in cui iniziò la sua collaborazione con tre grandi trovadors cubani: prima con Maria Teresa Vera con la quale lavorò sino al '42, poi sino al 1955 con Compay Segundo, con il quale formò il famoso duo Los Compadres, ed infine, sempre nello stesso duo, con suo fratello Reinaldo, Rey Caney, che prese il posto di Compay Segundo. È soprattutto con Los Compadres che raggiunse una grande popolarità in tutto il mondo; fece concerti nella maggior parte dei paesi dell'America Latina, in Europa e persino in Giappone.
Lorenzo Hierrezuelo compose un gran numero di sones, boleri e guarachas segnando in maniera indelebile tutta un'epoca della musica cubana e brani come ad esempio Macusa, Mi son oriental, Rita la caimana, Hey Caramba, Sarandonga, Los barrios de Santiago e Yo canto en el llano diventeranno successi popolari che saranno anche ripresi da decine di artisti diversi.

## Discografia essenziale
- 1996 - Huellas del pasado,  (EGREM)
- 2000 - Compay Segundo y Compay Primo, EGREM)
- 2000 - Llegaron Los Compadres, (EGREM)